# Kauf auf Probe

## Deutschland
Der Kauf auf Probe ist nach § 454 des deutschen BGB ein Kauf unter der aufschiebenden Bedingung, dass der Käufer den gekauften Gegenstand innerhalb einer vereinbarten Frist (oder, falls nichts vereinbart wurde, innerhalb einer dem Käufer vom Verkäufer bestimmten angemessenen Frist, § 455 BGB) billigt. Beim Kauf auf Probe besteht von Anfang an ein wirksamer Kaufvertrag. Während der Billigungsfrist kann der Verkäufer den Kaufpreis nicht einseitig ändern. Die kaufrechtlichen Vertragspflichten nach § 433 BGB (z. B. Zahlungspflicht des Käufers) stehen unter der aufschiebenden Bedingung der Billigung.
Bis zur Billigung hat der Käufer nach seinem Belieben ein Rückgaberecht, wenn die Ware seinen Erwartungen nicht entspricht. Überlässt der Verkäufer dem Käufer eine Ansichtssendung und lässt der Käufer die Probefrist ohne ausdrückliche Ablehnung der Ware vorübergehen, so gilt sein Schweigen als Billigung.
Römischrechtlicher Vorläufer des Kaufs auf Probe war die Abrede pactum displicentiae. Der Käufer konnte die Sache dem Verkäufer auflösend bedingt zurückgeben, wenn sie ihm nicht gefiel. Es handelte sich der Rechtsstruktur nach um eine besondere Vereinbarung (pacta adiecta), keinen eigenen Vertrag. Einer anderen Forschungsmeinung nach gab es im römischen Recht kein Rechtsinstitut der auflösenden Bedingung, weshalb die Nebenabreden Absprachen zur Aufhebung eines Kaufvertrages beinhaltet haben sollen.

## Österreich
Der Kauf auf Probe wird im ABGB (Allgemeines bürgerliches Gesetzbuch) in den §§ 1080 bis § 1082 ABGB geregelt. Die Beschreibung des Begriffes in Österreich entspricht der in Deutschland.

## Schweiz
Der Kauf auf Probe oder auf Besicht wird im Obligationenrecht Art. 223 geregelt. Die Beschreibung des Begriffes in der Schweiz entspricht der in Deutschland.